# Wilhelmine-Louise d'Anhalt-Bernbourg
Wilhelmine-Louise d'Anhalt-Bernbourg (30 octobre 1799, Ballenstedt – 9 décembre 1882, Eller, Düsseldorf) est une princesse allemande. 

## Biographie

### Enfance
Wilhelmine-Louise d'Anhalt-Bernbourg est la fille d'Alexis-Frédéric-Christian d'Anhalt-Bernbourg et de Marie-Frédérique de Hesse-Cassel, fille du landgrave Guillaume IX de Hesse, une princesse d'Anhalt-Bernbourg et membre de la Maison d'Ascanie. Elle fut baptisée Wilhelmine Louise. Son prénom est orthographié Louise ou Luise jusqu'à ce que la forme du prénom allemand soit établie.
Pendant son enfance, Louise rencontra la peintre Caroline Bardua avec laquelle elle développa un talent pour le dessin.

### Mariage
Wilhelmine-Louise d'Anhalt-Bernbourg se marie le 21 novembre 1817 au château de Ballenstedt avec le prince Frédéric de Prusse, neveu du roi Frédéric-Guillaume III qu'elle rencontra à la cour de Dessau. Par son mariage elle devient une princesse de Prusse.
Ils vécurent d'abord à Berlin, où son premier fils, Alexandre, naquit en 1820. Son mari étant nommé commandant divisionnaire à Düsseldorf, Louise réside dès 1821 au château de Jägerhof et l'été au château de Benrath ou au château de Rheinstein dont les ruines furent acquises par son mari en 1823. Le deuxième fils, George, naît à Düsseldorf en 1826. 

### Patronne des arts
Le couple soutient l'art et eu une influence importante sur la vie culturelle de Düsseldorf. Louise reçut des cours de dessin et de peinture de Wilhelm von Kaulbach, Theodor Hildebrandt, Caspar Scheuren et Friedrich Heunert.
Entre 1834 et 1835, la princesse fit construire l'église Saint Clément à Trechtingshausen en contrebas du château de Rheinstein grâce à ses fonds personnels. En 1837, elle devient protectrice de la nouvelle École protestante privée supérieure pour filles à Düsseldorf. Celle-ci fut par la suite renommée en son honneur le Luisen-Gymnasium. 
En 1838, elle fait don à l'ancienne chapelle de Mägdesprung d'un retable "Le Christ portant la croix", qu'elle peignit à l'huile dans le style nazaréen en copiant une photo d'Ernst Deger. Le retable est maintenant dans la chapelle protestante d'Alexisbad.
En 1843, Wilhelmine-Louise d'Anhalt-Bernbourg acquiert le château d'Eller près de Düsseldorf, où elle se retire pour se consacrer à la peinture, loin de Düsseldorf. Cependant, le prince Frédéric et sa famille sont rappelés à Berlin en raison de la révolution de 1848.

### Maladie
Lorsque Louise revient à Düsseldorf pour un festival de musique lors de l'été 1855, des troubles psychiatriques l'empêchent de retourner à Berlin aussi reste-t-elle avec une petite partie de sa cour jusqu'à sa mort château d'Eller. Sa folie, héritée de sa mère et dont son frère le duc Alexandre-Charles d'Anhalt-Bernbourg comme son fils Alexandre furent également affecté, fut traité avec une grande discrétion. Louise était l'un des patients les plus éminents du médecin et homéopathe Samuel Hahnemann avec lequel elle entretint une correspondance approfondie. Son mari, resté à Berlin, lui rend chaque année visite pour la célébration de leurs anniversaires qui est le même jour. Elle assistait aussi souvent qu'elle le pouvait au service de l'église protestante réformée du village d'Urdenbach, dont elle soutenait financièrement la communauté.
Le mari de Louise mourut en juillet 1863 et, trois semaines plus tard, son frère unique, le duc Alexandre Charles. Dès lors, Louise se considère comme le dernier membre de la famille Bernbourg et entre dans un long conflit avec le duc Léopold von Anhalt au sujet du patrimoine allodial. 
Après sa mort au château d'Eller en 1882, elle est enterrée à côté de son mari dans la crypte de la chapelle du château de Rheinstein.

## Descendance
Elle a deux enfants qui sont restés célibataire et sans descendance: le prince Alexandre de Prusse (21 juin 1820, Berlin – 4 janvier 1896, Berlin) et le prince Georges de Prusse (12 février 1826, Düsseldorf – 2 mai 1902, Berlin).

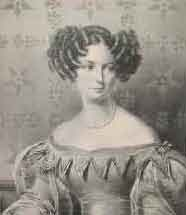
portrait de Wilhelmine-Louise d'Anhalt-Bernbourg

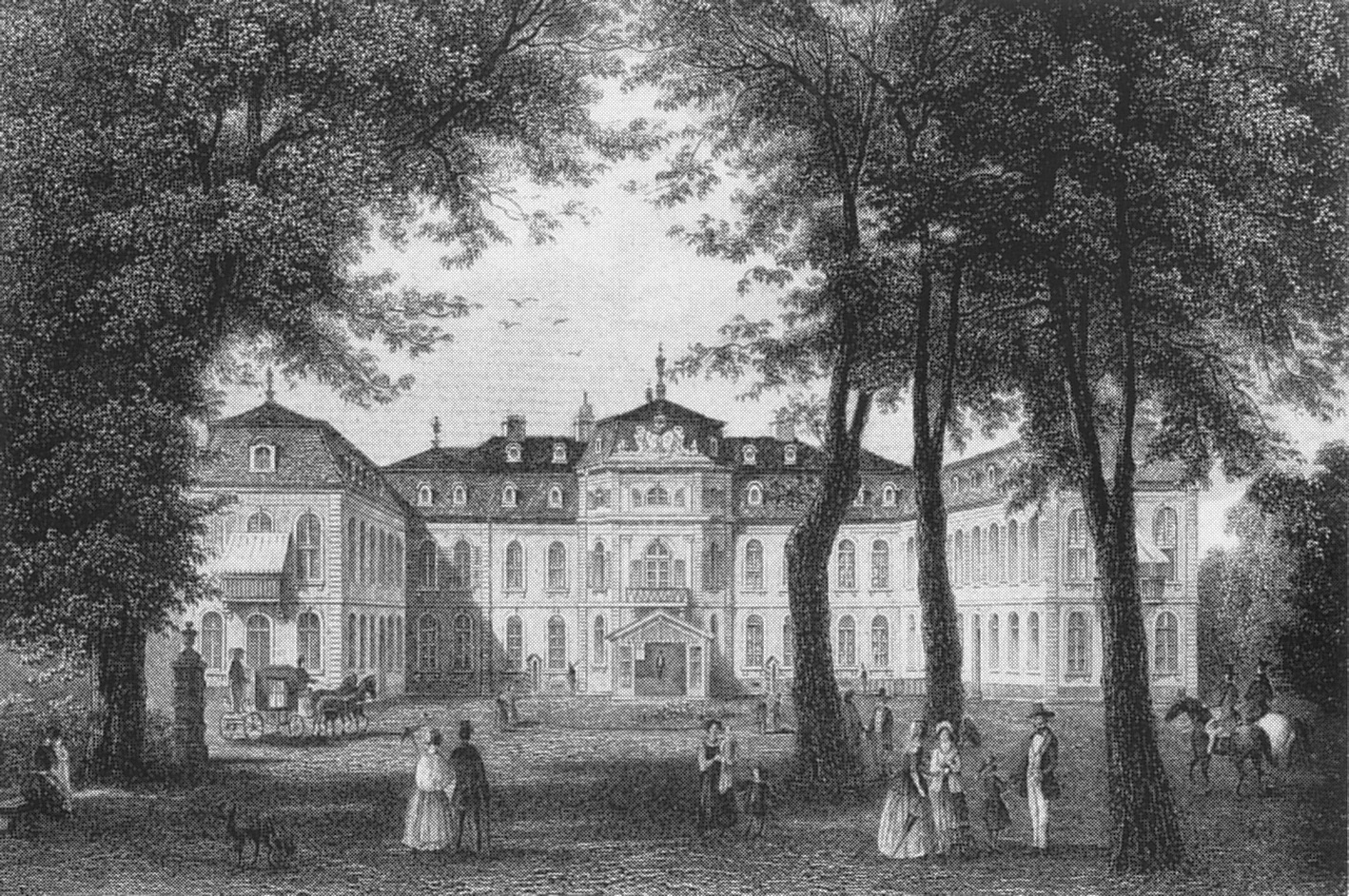
château de Jägerhof vers 1860